# موتور دوست محمد ناروئي
موتور دوست محمد ناروئي (بالإنجليزية: Mowtowr-e Dust Mohammad Naruyi)‏ هي منطقة سكنية تقع في سيستان وبلوتشستان في إيران.